# Billy Cox
William Cox, detto Billy (Wheeling, 18 ottobre 1941), è un bassista statunitense, noto per aver lavorato con Jimi Hendrix nel suo gruppo rock Band of Gypsys.
È l'ultimo musicista ancora in vita che abbia suonato in una band con Jimi Hendrix.

## Discografia

### Gypsy Sun and Rainbows
- 1994 - Woodstock
- 1999 - Live at Woodstock

### Band of Gypsys
- 1969 - Band of Gypsys
- 1986 - Band of Gypsys 2
- 1999 - Live at the Fillmore East

### The Jimi Hendrix Experience
- 2002 - Blue Wild Angel: Live at the Isle of Wight
- 2003 - Live at Berkeley
- 2005 - Live at the Isle of Fehmarn

### Jimi Hendrix
- 1971 - The Cry of Love
- 1971 - Rainbow Bridge
- 1971 - Isle of Wight
- 1972 - Hendrix in the West
- 1972 - War Heroes
- 1974 - Loose Ends
- 1975 - Crash Landing
- 1975 - Midnight Lightning
- 1980 - Nine to the Universe
- 1982 - The Jimi Hendrix Concerts
- 1991 - Live at Isle of Wight
- 1994 - :Blues
- 1995 - Voodoo Soup
- 1997 - First Rays of the New Rising Sun
- 1997 - South Saturn Delta
- 2010 - Valleys of Neptune
- 2010 - West Coast Seattle Boy: The Jimi Hendrix Anthology
- 2013 - People, Hell & Angels

### Discografia solista
- 1971 - Nitro Function
- 2009 - Last Gypsy Standing
- 2011 - Old School Blue Blues